# Daniel Sjölund
Henrik Daniel "Daja" Sjölund (Finström, Finlandia), 22 de abril de 1983) es un futbolista finlandés, se desempeña como extremo y actualmente está en IFK Mariehamn de Finlandia.
Su hermana Annica Sjölund es también futbolista profesional, juega con la selección femenina de fútbol de Finlandia.

## Selección nacional
Ha sido internacional con la selección de fútbol de Finlandia, ha jugado 37 partidos internacionales y ha anotado 2 goles.

## Clubes
| Club              | País       | Año         |
| ----------------- | ---------- | ----------- |
| IFK Mariehamn     | Finlandia  | 1998 - 1999 |
| IF Brommapojkarna | Suecia     | 1999        |
| West Ham United   | Inglaterra | 1999 - 2000 |
| Liverpool FC      | Inglaterra | 2001 - 2002 |
| Djurgårdens IF    | Suecia     | 2003 - 2013 |
| Åtvidabergs FF    | Suecia     | 2013 - 2014 |
| IFK Norrköping    | Suecia     | 2015 - 2018 |
| IFK Mariehamn     | Finlandia  | 2019 -      |

## Palmarés
Liverpool FC
- Copa de la UEFA: 2001
- Supercopa de Europa: 2001

Djurgårdens IF
- Allsvenskan: 2002-03, 2004-05
- Copa de Suecia: 2004, 2005